# Cité religieuse de Rocamadour
La Cité religieuse ou sanctuaire Notre-Dame de Rocamadour est une cité mariale construite au flanc de la falaise du canyon de l'Alzou, sur la commune de Rocamadour dans le Lot, en France.

## Historique
Dès 1105 le pape Pascal II fait mention du pèlerinage « à la Bienheureuse Vierge Notre-Dame de Rocamadour ». Rocamadour est alors l’un des quatre lieux saints de la chrétienté avec Rome, Saint-Jacques-de-Compostelle et Jérusalem. En 1152, pour faire face à la croissance de la foule des  pèlerins, Géraud d’Escorailles, abbé de Saint-Martin-de-Tulle, entreprend la construction d’un sanctuaire à flanc de falaise. Sept ans plus tard Henri II Plantagenêt y vient pour remercier la Vierge de sa guérison. En 1166, en creusant la tombe d’un défunt, on découvre un corps en parfait état de conservation à proximité. Attribué à saint Amadour, il est déposé dans l'actuelle crypte qui porte son nom. Les miracles s'accumulent : 126 sont authentifiés et inscrits dès 1172. Les pèlerins accourent de toute l’Europe. En 1244, Saint Louis et sa mère Blanche de Castille y viennent prier Notre-Dame . 
En 1562, pendant les guerres de Religion, les huguenots pillent et brûlent le sanctuaire, n'épargnant pas les reliques du saint. Les habitants sauvent des flammes quelques os qu'ils enferment dans un reliquaire resté caché pendant plusieurs années. Réduit à une dimension locale aux siècles suivants et, bien que Louis XIII confirme l’autorité des évêques de Cahors sur le sanctuaire par un jugement d'avril 1643, le pèlerinage périclite et les procès-verbaux révolutionnaires notent la ruine des bâtiments qui ne sont restaurés à l'initiative des évêques de Cahors qu'à partir de 1842. Le chantier est confié à l'abbé Chevalt.
Construite en plusieurs étapes à partir du XIe siècle, la plupart de ses édifices religieux datant du XIIe siècle, cette cité englobe l'escalier d'accès et un parvis autour duquel se trouvent une basilique, une crypte et sept chapelles dont l'une accueille une Vierge noire du XIIe siècle. Elle bénéficie de nombreuses protections : elle est inscrite au patrimoine mondial de l'Unesco et est constituée de plusieurs monuments historiques plusieurs fois classés et inscrits. En 2013, le sanctuaire a célébré son millénaire au cours d'une grande année jubilaire.

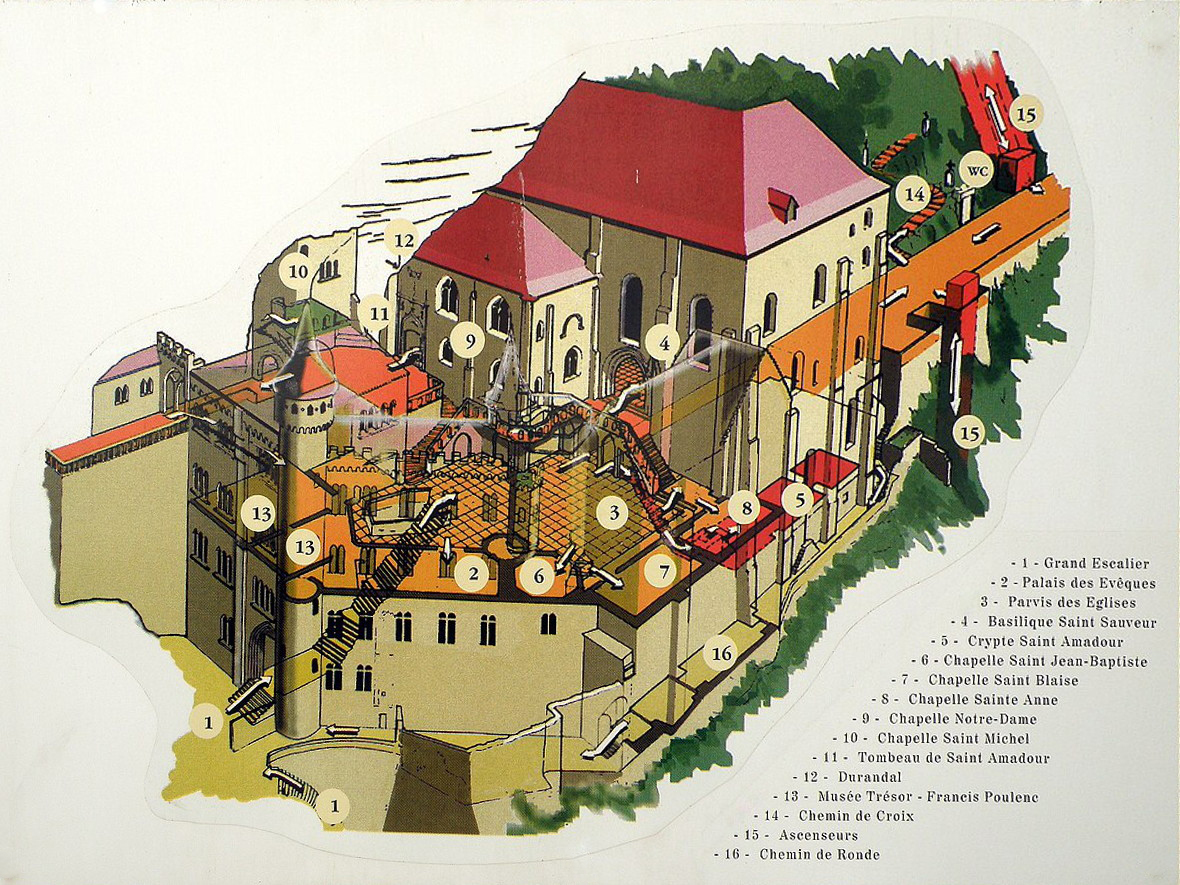
Plan du sanctuaire

## La Voie Sainte, l'escalier, le parvis

### La Voie Sainte et l'escalier
Depuis le hameau de l'Hospitalet part le chemin, appelé « Voie sainte », qu'empruntent les pèlerins pour arriver au sanctuaire : il descend dans la vallée de l'Alzou jusqu'à la ville basse, où se trouve le pied de l'escalier de deux cent seize marches qui mène au sanctuaire. Au Moyen Âge, les pèlerins le gravissaient à genoux. La dernière volée de marches passe sous un porche formé par les bâtiments du sanctuaire, et que l'on appelle la « Porte sainte », pour déboucher sur le parvis.

### Le parvis
Dallé de pierre blanche, le parvis occupe le centre du sanctuaire, les chapelles étant disposées sur le pourtour de l'espace aménagé par le remblai des moines au XIIe siècle. Il est construit sur deux niveaux : le premier est celui où arrive l'escalier par la porte sainte, et d'où part le tunnel, dit « Porte Saint-Martial », qui permet de sortir en passant sous la basilique. Le second niveau est celui, un peu au-dessus, qui donne accès à la basilique, à la chapelle Notre-Dame et à la chapelle Saint-Michel. Il est constitué de deux plates-formes desservant l'une la basilique, l'autre les deux chapelles, reliées entre elles par un balcon et au niveau inférieur du parvis par un escalier.

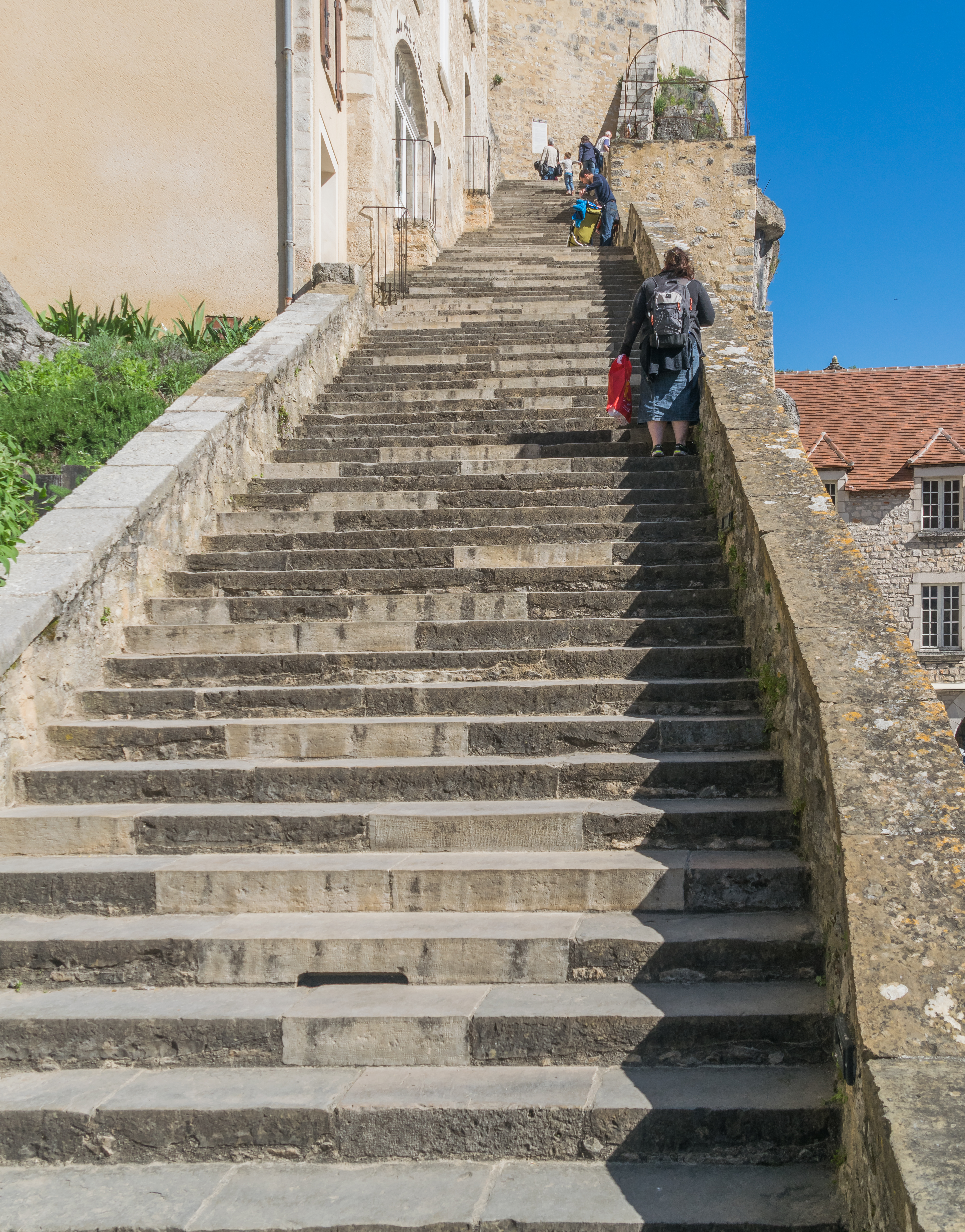
L'escalier menant à la cité religieuse.
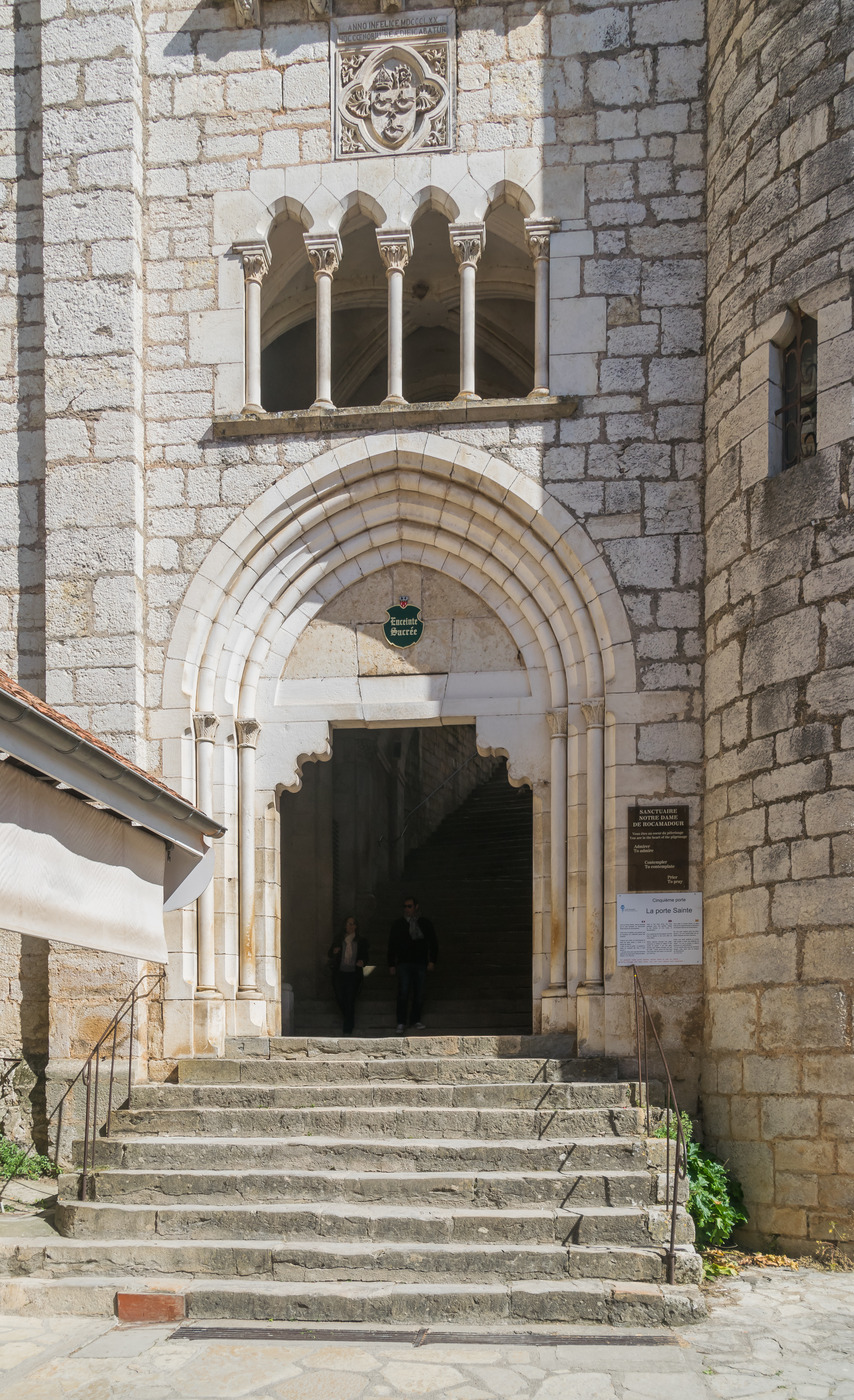
La Porte Sainte, entrée de la cité religieuse.
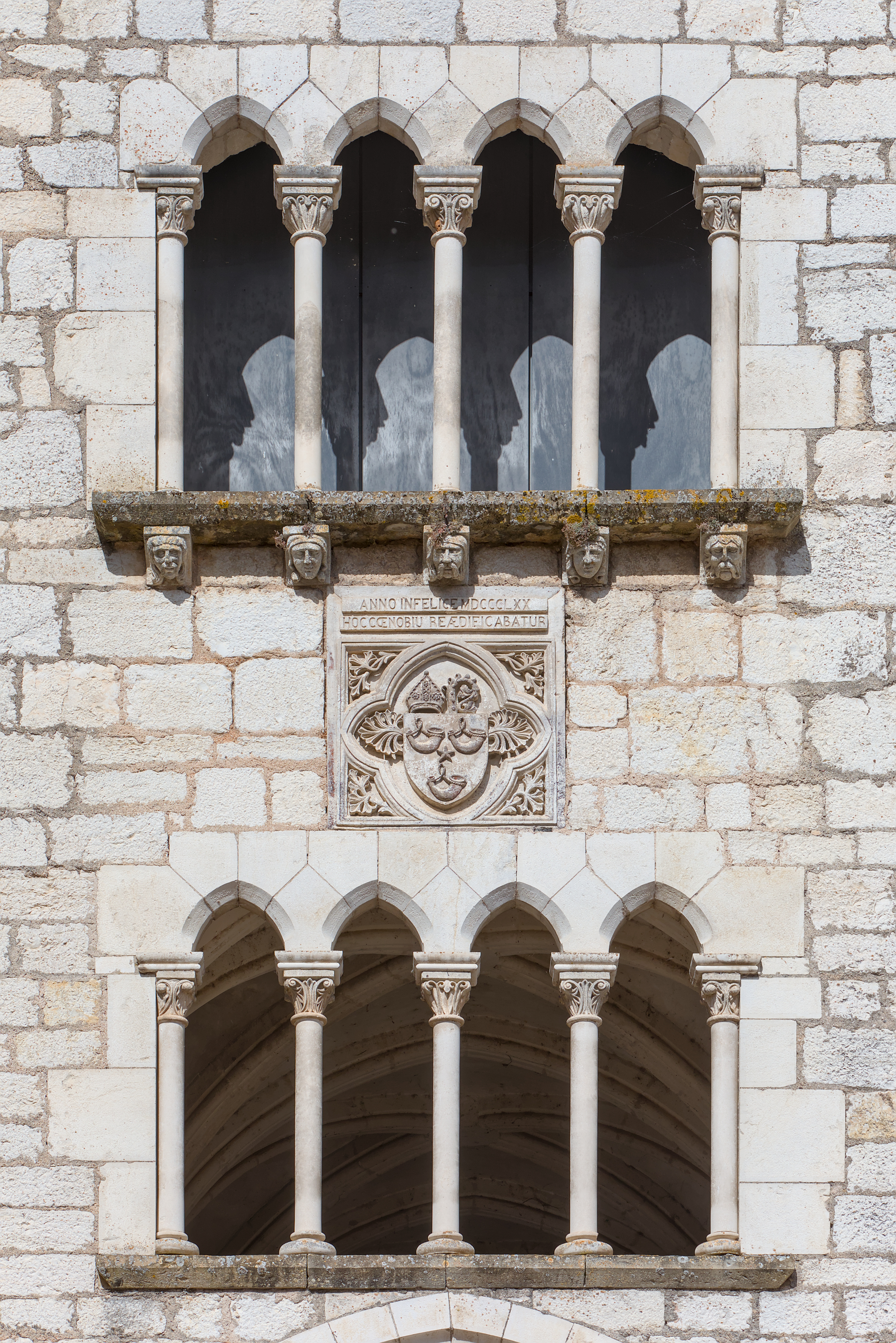
Détails de la façade de la Porte Sainte.
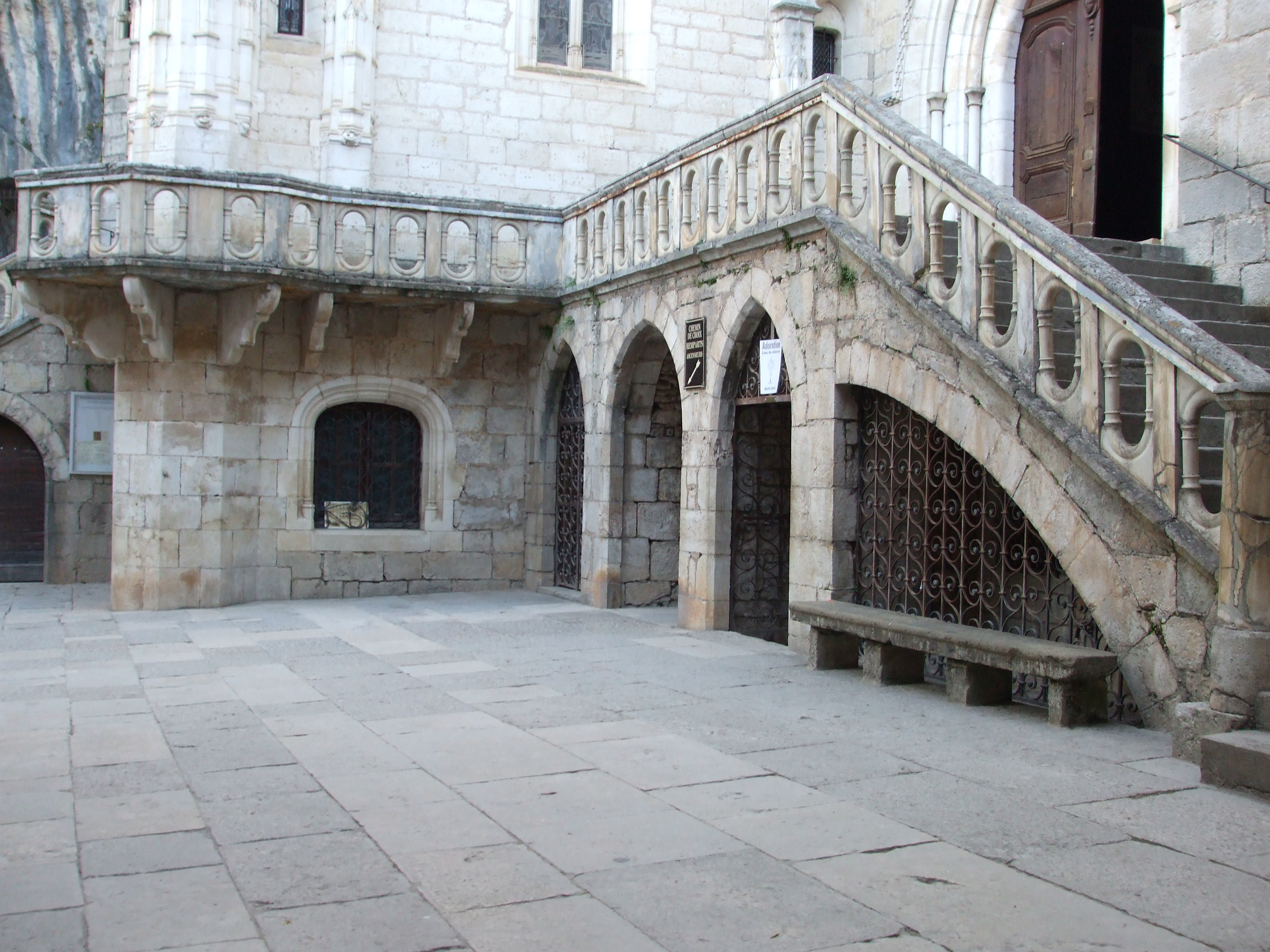
Le parvis et l'entrée de la crypte Saint-Amadour.
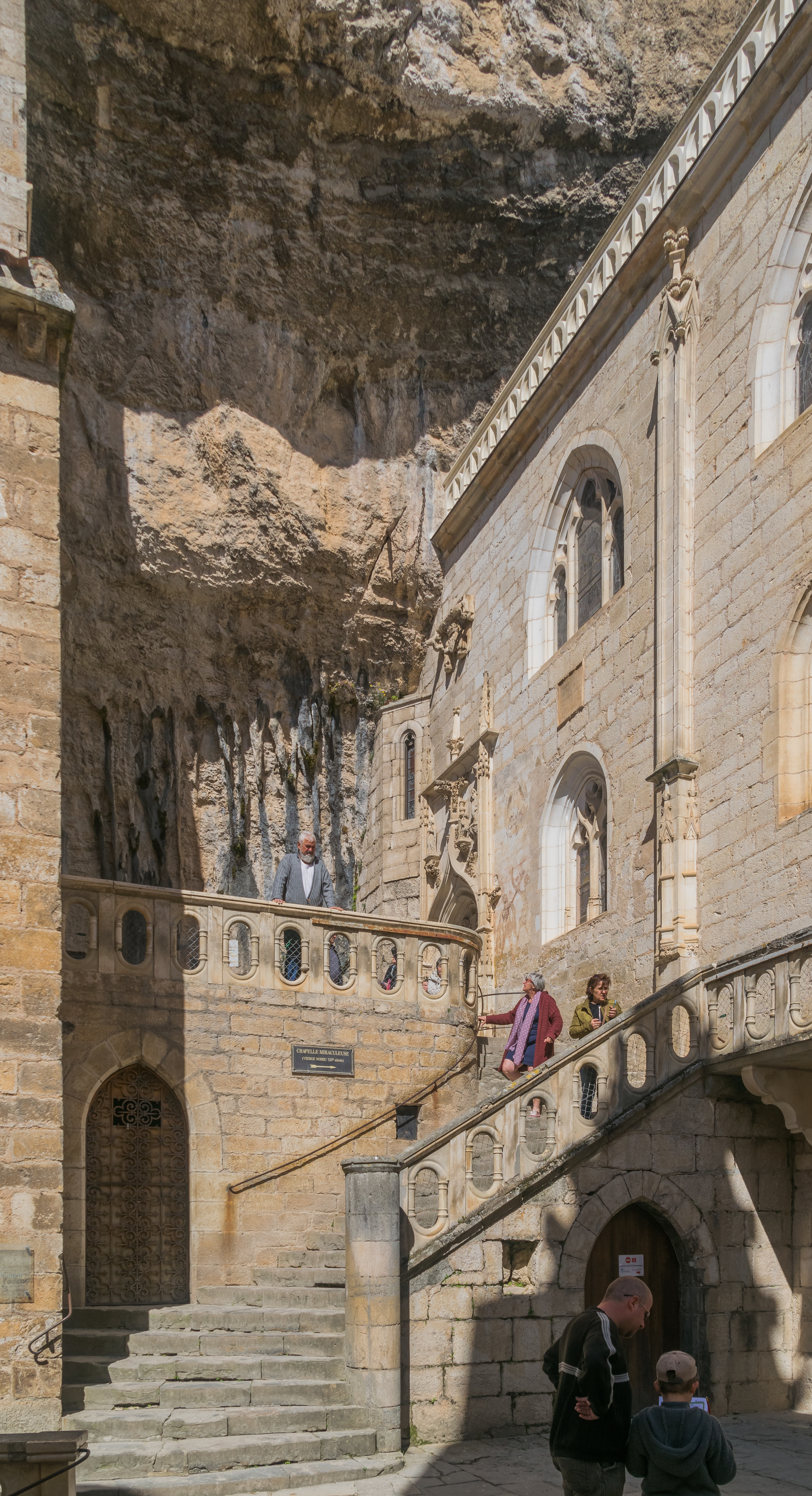
Escalier menant à la chaapelle Notre-Dame.

## Les chapelles
Chacune d'elles est inscrite dans le cadre de la protection générale du site.

### La chapelle Saint-Jean-Baptiste
De forme octogonale, la chapelle Saint-Jean Baptiste abrite la tombe de Jean de Vallon, chevalier de l’ordre de St-Jean de Jérusalem, les portraits de quelques grands pèlerins de l’histoire de France et un chapiteau remployé en bénitier classé depuis le 20 juin 1910. Elle est transformée en baptistère au XIXe siècle.

### La chapelle Saint-Blaise
La chapelle Saint-Blaise ou de la Divine Miséricorde est consacrée à un saint guérisseur martyrisé au IVe siècle. De taille modeste elle présente de beaux vitraux et peintures, dont un de Saint-Blaise inondant le monde de son amour par l'eau et le sang qui coulent de son côté transpercé.

### La chapelle Sainte-Anne
La chapelle Sainte-Anne est construite au XIIIe siècle. Elle renferme un retable baroque qui illustre les mystères de la Vierge Noire : « Nigra sum sed formosa » (« Je suis noire mais belle. »).

### La chapelle Saint-Michel
Cette chapelle semi-troglodyte est la plus haute du Sanctuaire. Elle n'est pas orientée mais est parallèle à la falaise qui en constitue un mur latéral et une partie du plafond. On y accède par un petit escalier qui part en face de la chapelle Notre-Dame. Sur le mur extérieur se trouve une fresque du XIIe siècle classée depuis le 5 juillet 1908 représentant l'Annonciation et la Visitation. La petite abside en cul-de-four est ornée de fresques du XIIIe siècle représentant le Christ dans une mandorle, entouré de divers saints et anges.

### La chapelle Saint-Louis
Situé sous la précédente, la septième chapelle de la cité religieuse est consacré depuis 2011 au monde du rugby par Mgr Norbert Turini, évêque de Cahors, sous le vocable de Notre-Dame de l’Ovalie. Elle est un lieu de mémoire pour la famille du rugby fortement implantée dans le Quercy. Des maillots et des objets y sont déposés par des joueurs français et étrangers

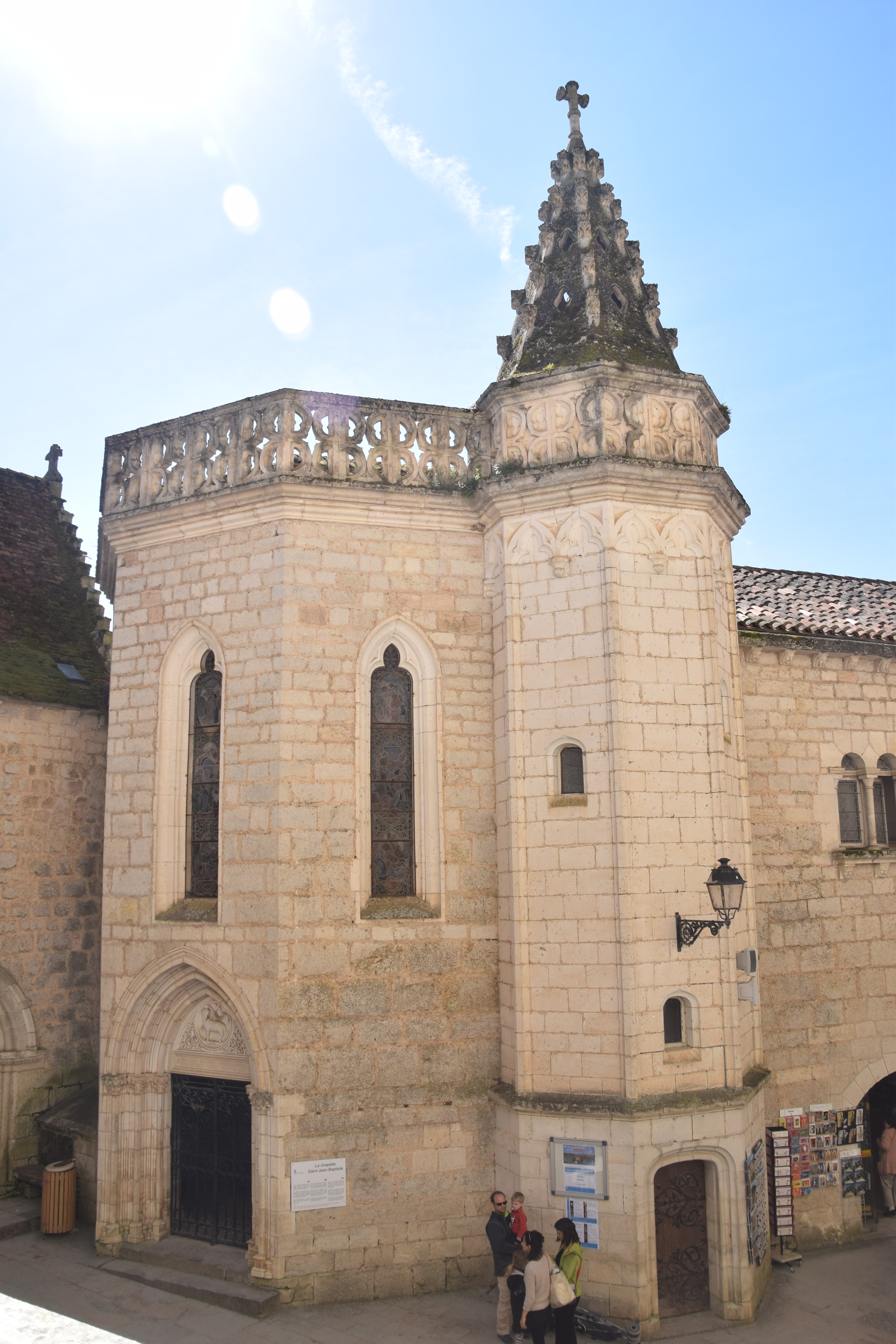
Chapelle Saint-Jean-Baptiste
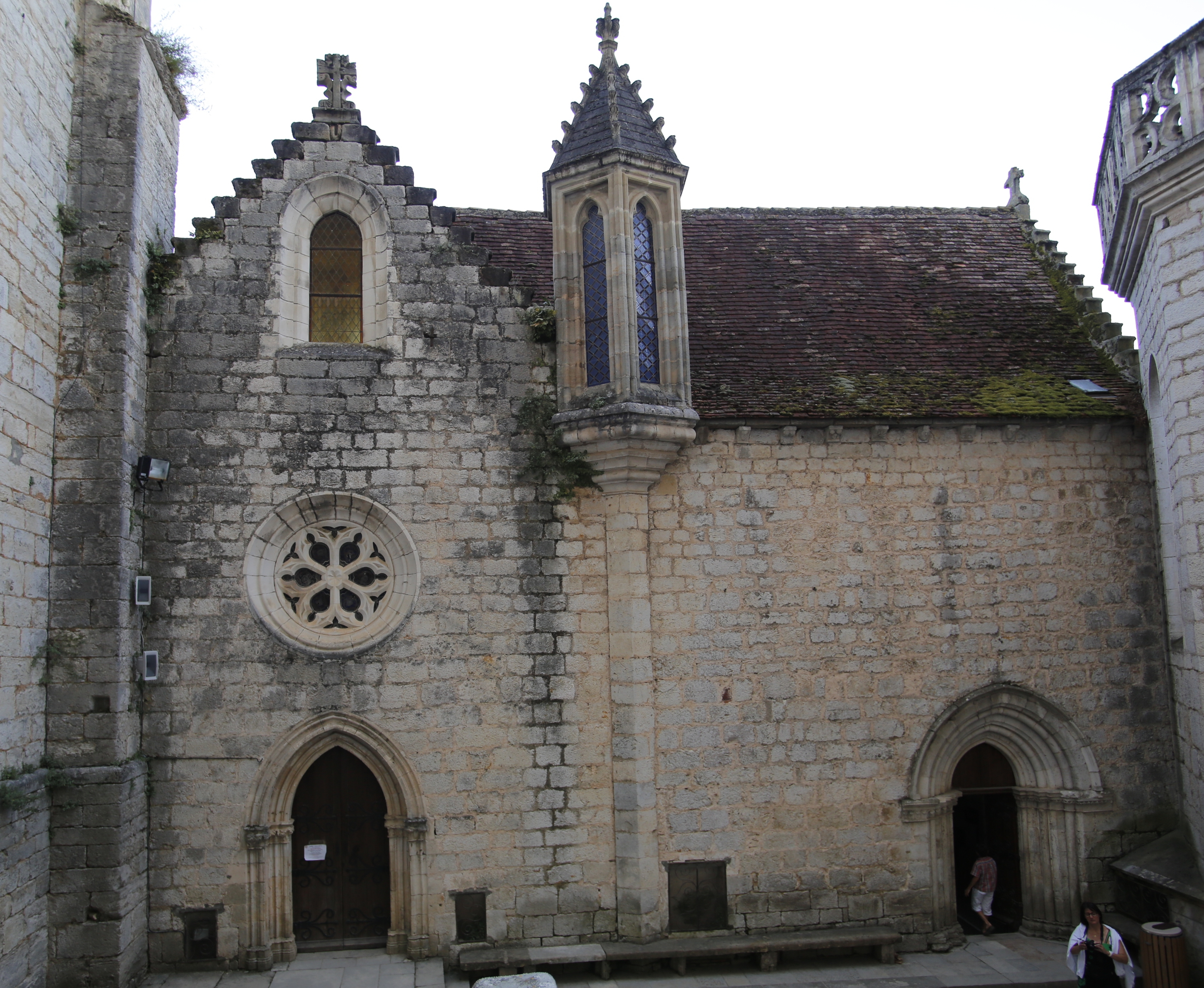
Chapelles Sainte-Anne et Saint-Blaise
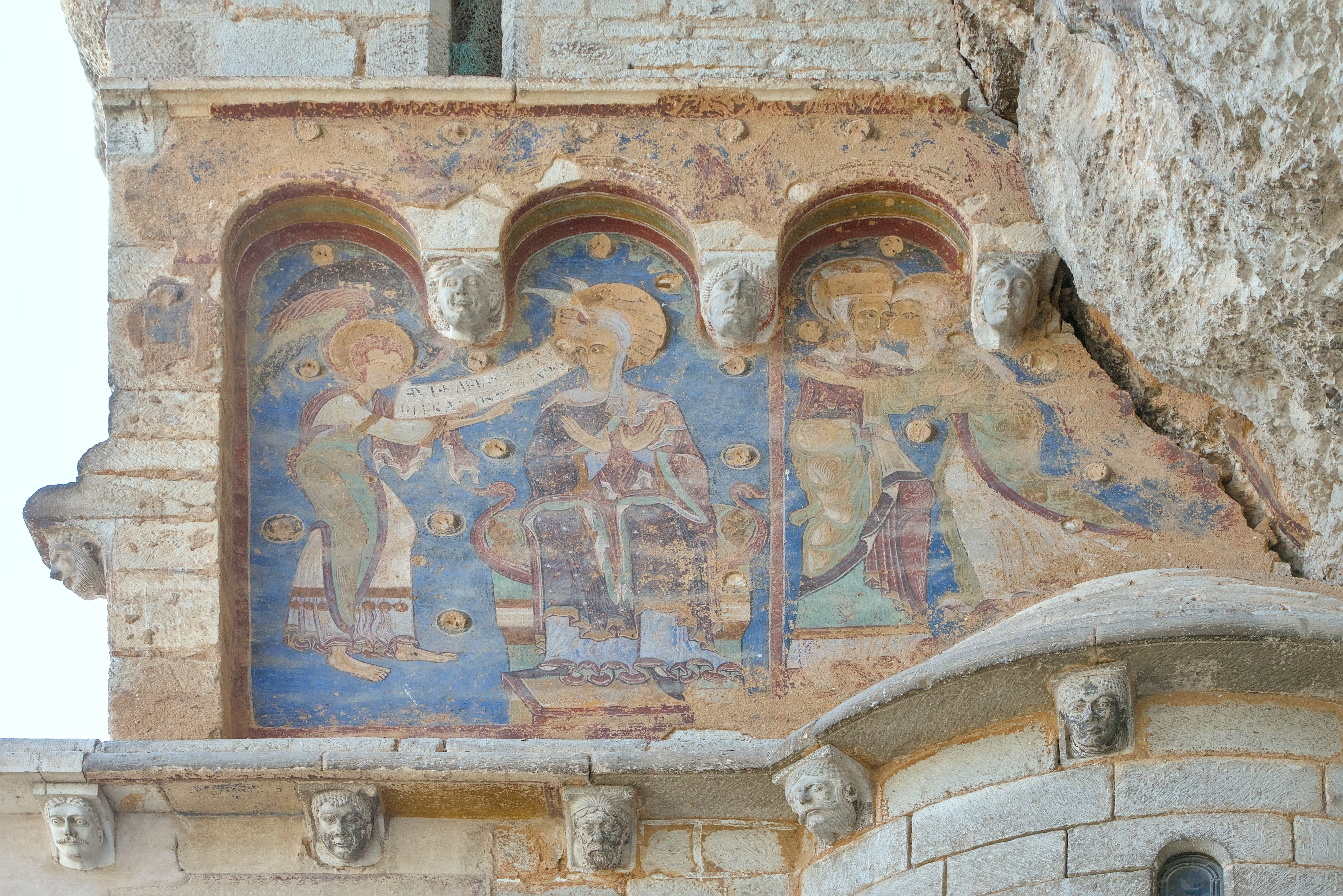
Fresques sur la façade de la chapelle Saint-Michel.
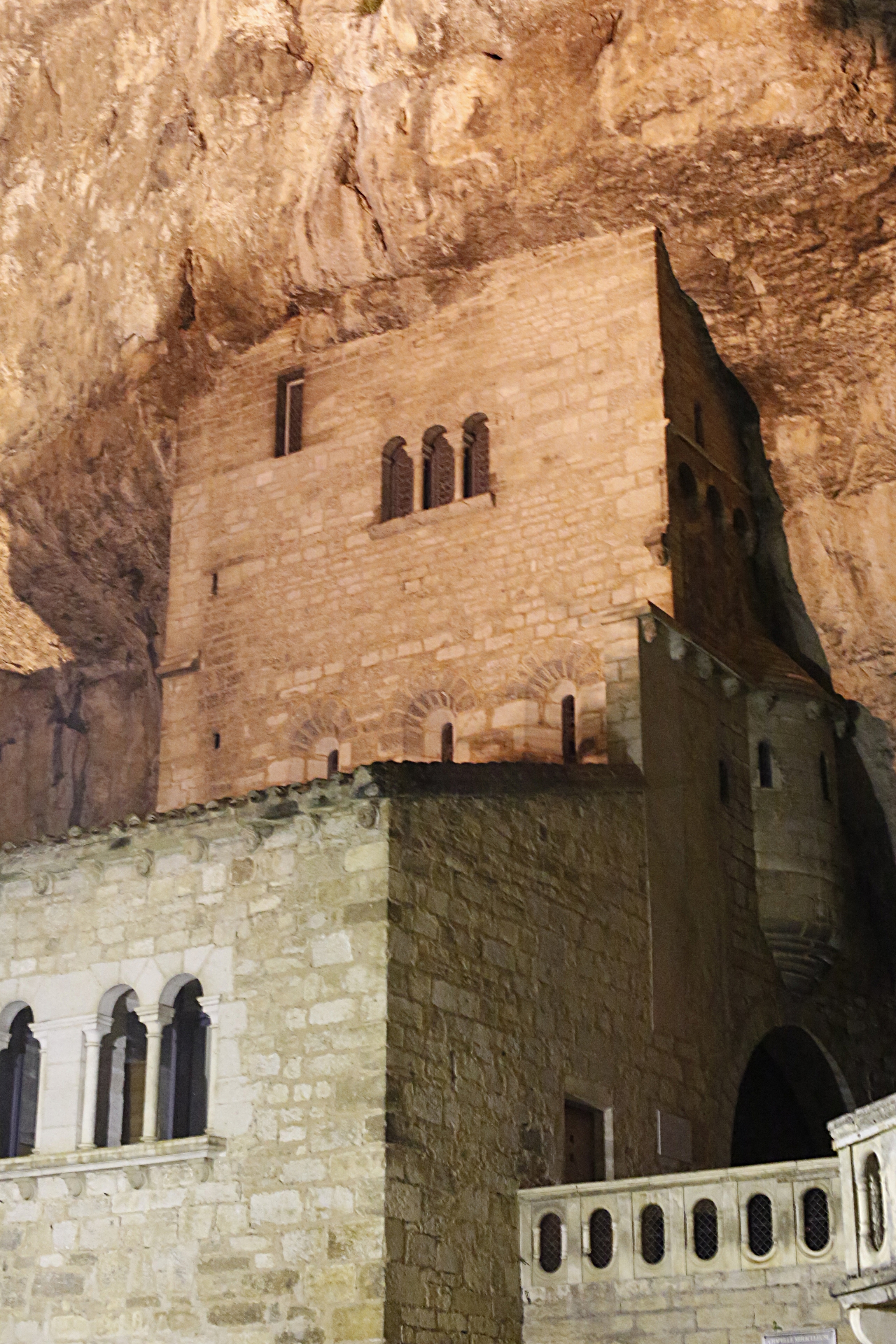
Chapelles Saint-Michel et Saint-Louis

## Composition musicale
En 1936, Francis Poulenc composa les Litanies à la Vierge noire Notre-Dame de Rocamadour, pour chœur de femmes ou d'enfants et orgue, FP82. Or, la première exécution fut tenue à Londres, le 17 novembre 1936 sous la direction de Nadia Boulanger.